# Saint-Remy-sous-Broyes
Saint-Remy-sous-Broyes település Franciaországban, Marne megyében. Lakosainak száma 111 fő (2022. január 1.). Saint-Remy-sous-Broyes Péas, Chichey, Gaye, Linthelles és Sézanne községekkel határos.

## Népesség
A település népessége az elmúlt években az alábbi módon változott:
| Lakosok száma | 71   | 76   | 101  | 90   | 105  | 105  | 105  | 106  | 108  | 111  |
|               | 1968 | 1982 | 1990 | 2006 | 2013 | 2015 | 2017 | 2019 | 2020 | 2022 |